# Gheorghe Albu
Gheorghe Albu (Arad, 12 settembre 1909 – Făgăraș, 26 giugno 1974) è stato un allenatore di calcio e calciatore rumeno, di ruolo difensore.

## Palmarès
- Campionato rumeno: 4

Venus Bucarest: 1933-1934, 1936-1937, 1938-1939, 1939-1940